# 류페이웨
류페이웨(중국어: 劉佩玥, 병음: Lau Pui Yuet, 1989년 9월 9일 ~ )는 광동 중산렌, 홍콩 여배우이자 호스트이다.